# Muayad Alayan
Muayad Alayan (Kuwait, 1985) es un director de cine y productor palestino, residente en Jerusalén.
Estudió cine en San Francisco (Estados Unidos) donde su trabajo de fin de carrera, el documental Exiles in Jerusalem, ganó el premio Kodak en 2005. Inició su carrera en 2009 con el cortometraje Lesh Sabreen?, que se estrenó en el Festival de cine de Clermont-Ferrand, en Francia, y que se proyectó en más de 50 festivales internacionales de cine. Su primer largometraje fue Love Theft and Other Entanglements (Amor, robos y otros enredos), que se estrenó en 2015 en el Festival de Cine de Berlín. Su película Los informes sobre Sarah y Saleem (The Reports on Sarah and Saleem), que se estrenó en el Festival Internacional de Cine de Róterdam (IFFR) en 2018, se llevó el Premio Especial del Jurado en la competición Hivos Tiger y el premio del público del Fondo Hubert Bals. Aparte de numerosas nominaciones en festivales internacionales como la Seminci de Valladolid (España), el festival de Hamburgo o la muestra de Sao Paulo, cosechó 94% de aprobación en Rotten Tomatoes. En 2023 Muayad Alayan tuvo su segundo estreno en el IFFR, A House in Jerusalem.
Cofundó con su hermano Rami Alayan la productora Palcine Productions, con sede en Belén. Suelen formar un tandem en el que Rami colabora como guionista, así como en tareas técnicas y de producción. Rami reside en San Francisco, donde es diseñador en Silicon Valley.
Muayad Alayan enseña cine e iluminación en el colegio universitario Dar al Kalima, que pertenece al complejo cultural Diyar de Belén. Suele incorporar a sus estudiantes en los equipos de rodaje de sus películas, para que completen su formación con experiencias prácticas. Trabaja también en el Bethlehem Media Center (BMC), otra rama de Diyar, donde dirige programas de TV, películas, series y vídeos educativos.

## Filmografía

### Director
- 2005: Exiles in Jerusalem (cortometraje)
- 2009: Lesh Sabreen? (cortometraje)
- 2010: Mute (cortometraje)
- 2011: Sacred Stones (codirector con Laila Higazi)
- 2015: Amor, robos y otros enredos
- 2018: Los informes sobre Sarah y Saleem
- 2023: A House in Jerusalem

## Premios

### Cittadella del Corto, Frascati, Italia
2009: Ganador mención especial, Lesh Sabreen?

### Cork International Film Festival
2009: Premio del Jurado, Lesh Sabreen?

### Ismailia International Film Festival, Egipto
2010: Premio del Jurado, Lesh Sabreen?

### Aljazeera International Documentary Film Festival
2012: Premio del Canal de Documentales Al Jazeera, Sacred Stones

### Arab Film Festival, San Francisco, EEUU
2015: Mejor película árabe, Amor, robos y otros enredos

### Festival Internacional de Cine de Durban
2018: Mejor película, Los informes sobre Sarah y Saleem

### Festival Internacional de Cine de Róterdam
2018: Hubert Bals Fund Audience Award, Los informes sobre Sarah y Saleem

### Festival Internacional de Cine de Seattle
2018: Gran Premio del Jurado, Los informes sobre Sarah y Saleem

### Festival Internacional de Cine Titanic de Budapest
2018: Premio a mejor película y mención especial del jurado, Los informes sobre Sarah y Saleem